# 光道小学校
光道小学校（こうどうしょうがっこう）は、明治10年（1877年）から昭和20年（1945年）にかけて広島市猫屋町に存在した私立小学校である。闡教社（せんきょうしゃ / のちの崇徳教社闡教部）が経営していた。

## 沿革
明治10年（1877年）、明教寺信徒で無名講（のちの闡教社）を結んでいた発起人の大高十郎が猫屋町（現広島市中区）にある同寺の一部を借り受け、子弟に仏教を説くとともに読書や習字、算術などを教えていたのが機縁となって、明治12年（1879年）4月に私塾として光道館と改称し闡教社が経営することとなった。闡教社は福間浄観を総理とし、本部および光道館校舎を明教寺の末寺である万福寺へ建築することとなった。幹事（校主）には武田霊巌が就任した。明治14年（1881年）に進徳教社設立の動きが起こると本願寺の1国1社の方針に従い、闡教社は進徳教社闡教部と改名する。以後、進徳教社と密接な関係は持ちながらも1884年に火葬場「向西館」を設立して光道館の経営資金を調達するなど独自の活動を続け、さらに関係者が広島合資ミルク会社（1886年 /　のちのチチヤス）や広島商業銀行（1896年）を設立してその運営を支援した。この結果、明治32年（1899年）に闡教部は財団法人として独立している。
明治18年（1885年）には広島最初の二階建て洋館の建設も行われた。大正11年（1922年）に土居愈吉が校長に赴任し再び校運も盛んとなるが、同年5月17日に火災によって校舎と失った。翌大正12年（1923年）に光道小学校と改称し、同年9月6日より校舎の再建工事に着手する。広島市からの補助金2万円を含む10万5000円の総工費をかけて、翌大正13年（1924年）6月14日に竣工した。さらに同年9月21日には新たに附属幼稚園の園舎も完成して竣工式を迎えることになったと大正13年9月18日付の『芸備日日新聞』で紹介されている。この新築校舎は全国で14番目の鉄筋コンクリート建て校舎で、神戸以西では初めてのものであった。昭和16年（1941年）に国民学校令施行により光道国民学校に改称する。終戦直前には、軍部の命令で重要な財源であった火葬場「向西館」が広島市に買収されたことは経済的に大きな打撃となった。昭和20年（1945年）8月6日の原爆投下の被害により闡教部本部と同校が壊滅し、財団役員もほとんどが被爆死亡した。同年9月には旧制崇徳中学校が仮校舎として応急修理され、10月から翌11月まで同校校地を利用して授業を再開させている。同校は戦後の不安定な社会情勢の中で、学校再建の見込みが立たないまま、同年11月に廃校を決定し、疎開先から戻ってきた児童は、市内の各学校に転校した。爆心地に近く、被災の程度も大きかったため、中には孤児になった者も多数いたという。昭和26年（1951年）に学校再建の計画が進められたが、資金繰りが難しく実現しなかった。
旧校舎は昭和22年（1947年）春から貸ビル「光道会館」となり、昭和27年（1952年）から昭和48年（1973年）まで青果市場が使用し、その後は一階が店舗、二階と三階の一部が診療所として使用されていた。。昭和62年（1987年）には老朽化と土地の高度利用を図るために解体され、十四階建てのマンションビルが建てられた。館内に置かれた財団法人「闡教部光道会館」の事務所が、光道小学校があった往時をわずかにとどめている。

## 特色ある教育
光道小学校は、当時では珍しい男女共学や宗教教育、自由教育など特色ある試みが行われていた。同校は男女共学の私立学校で、1学年1学級、クラス定員40人、月謝が2円（他校の約10倍）という高額であった。校舎の設備についてはスチーム暖房付きという豪華な学校であったとされる。
百余坪の屋上運動場、教室中に張られた黒板、理科教室・手工教室・児童図書室等の完備、色調を工夫した校舎の内装など、教育的配慮が行き届いた学校建築であった。
洋式木造二階建ての幼稚園園舎も、二階まで階段無しのスロープで上がれる設計となっていた。
大正11年に校長に就任した土居愈吉は記者に対する談話の中で、「校舎は全部児童本位で過多（ママ）苦しくない様にした」と話している。教室の黒板についても、「今は教師が教壇に立つ時代ではなく教師が黒板に字を書く時代ではない」との理念の下で「此の黒板も子供が使用する為めにあるものばかりで教師の為めのものではない」と述べている。
また、教室の机も、立派なものを使用させることが子供の情操を陶冶し、物を大切にする心を養う上で効果をあげていると述べている（大正13年9月18日付『芸備日日新聞』より）。こうした光道小学校の新教育の実践も、都市部の裕福な家庭の子女に対して行われた特別な実験的試みの一つであった。

## 出身者
- 寺光忠 - 貴族院議事部長・参議院議事部長を歴任、弁護士、広島平和記念都市建設法制定に中心的役割を果たす、（大正10年卒）
- 尾山悦造 - 広島商工会議所元副会頭（大正13年卒）
- 野村鸞 - チチヤス元副会長・現顧問、能面作家（昭和14年卒）
- 岩崎正衛 - 真宗本願寺派西教寺住職（昭和19年卒）
- 岩原襄次 - 中電工専務（昭和19年卒）
- 福間駿吉 - 広島経済研究所元代表取締役社長、創業者・福間一郎の長男（昭和19年卒）